# タジキスタンの河川の一覧
タジキスタンの河川の一覧。
- アムダリヤ川
- バルタング川（英語版）
- グント川（英語版）
- コファルニホン川（英語版）
- キジルスウ川（英語版）
- ムクスウ川（英語版）
- ムルガブ川
- オビヒンゴウ川
- オクスウ川
- シルダリヤ川
- スルハンダリヤ川
- ヴァフシュ川
- ヴァンジ川（英語版）
- ヤズグリヤム川（英語版）
- ゼラフシャン川